# Shun'ichi Kumai
Shun'ichi Kumai (熊井 俊一?, Kumai Shun'ichi; fl. XX secolo) è stato un calciatore giapponese, di ruolo portiere.

## Carriera

### Club
Kumai ha militato nella rappresentativa calcistica dell'Università di Waseda.

### Nazionale
Kumai ha disputato due partite con la nazionale di calcio del Giappone in occasione dei Giochi dell'Asia Orientale 1934. L'esordio avvenne in 13 maggio 1934 nella sconfitta per 7-1 contro le Indie Orientali Olandesi, incontro nel quale venne sostituito al '68 minuto dopo aver subito sei reti. L'altro incontro con la rappresentativa nipponica lo giocò il 20 maggio 1934 nella sconfitta per 4-3 contro la Cina.

## Statistiche

### Cronologia presenze e reti in Nazionale
| Cronologia completa delle presenze e delle reti in nazionale ― Giappone | Cronologia completa delle presenze e delle reti in nazionale ― Giappone | Cronologia completa delle presenze e delle reti in nazionale ― Giappone | Cronologia completa delle presenze e delle reti in nazionale ― Giappone | Cronologia completa delle presenze e delle reti in nazionale ― Giappone | Cronologia completa delle presenze e delle reti in nazionale ― Giappone | Cronologia completa delle presenze e delle reti in nazionale ― Giappone | Cronologia completa delle presenze e delle reti in nazionale ― Giappone |
| Data                                                                    | Città                                                                   | In casa                                                                 | Risultato                                                               | Ospiti                                                                  | Competizione                                                            | Reti                                                                    | Note                                                                    |
| ----------------------------------------------------------------------- | ----------------------------------------------------------------------- | ----------------------------------------------------------------------- | ----------------------------------------------------------------------- | ----------------------------------------------------------------------- | ----------------------------------------------------------------------- | ----------------------------------------------------------------------- | ----------------------------------------------------------------------- |
| 13/05/1934                                                              | Manila                                                                  | Giappone                                                                | 1 – 7                                                                   | Indie orientali olandesi                                                | Giochi dell'Asia Orientale 1934                                         | -6                                                                      |                                                                         |
| 20/05/1934                                                              | Manila                                                                  | Giappone                                                                | 3 – 4                                                                   | Repubblica di Cina                                                      | Giochi dell'Asia Orientale 1934                                         | -4                                                                      |                                                                         |
| Totale                                                                  |                                                                         | Presenze                                                                | 2                                                                       |                                                                         | Reti                                                                    | -10                                                                     |                                                                         |